# Шэнь Цюань
Шэнь Цюань (кит. трад. 沈銓, упр. 沈铨, пиньинь Shěn Quán; 1682—1760), взрослое имя Наньпинь (кит. трад. 南蘋) — китайский художник, работавший во времена империи Цин, который оказал значительное влияние на японскую живопись эпохи Эдо. 
Шэнь Цюань родился в уезде Дэцин Ханчжоуской управы провинции Чжэцзян. Его работы принадлежат жанру «цветы и птицы», в них прослеживается влияние таких мастеров этого жанра как Бянь Цзинчжао и Лу Цзи. Художник работал в очень реалистичной манере и имел много учеников и покровителей.
В 1731 году Шэнь Цюань по официальному приглашению прибыл в Японию. За два года пребывания в Нагасаки художник обучил большое количество учеников, самым талантливым из которых был Кумасиро Юхи, ставший впоследствии основателем школы Нампин-ха (от японского произношения имени Шэнь Наньпинь — Син Нампин) и учителем таких известных художников как Со Сисэки, Мори Рансай, Какутэй, Маруяма Окё, Ганку и др. Школа Нампин-ха в дальнейшем оказала сильное влияние на всю японскую живопись периода Эдо, в том числе на Кацусику Хокусая.
Его картины были исключительно популярны среди японцев. Шэнь Цюань продолжал присылать свои работы японским друзьям, поклонникам и покровителям и после того, как в 1733 году вернулся в Китай.

## Галерея
|  |  |  |